# Hrvatsko-srpska koalicija
Hrvatsko-srpska koalicija je bio vodeći politički savez u Hrvatskoj od 1906. do 1918., nastao kao rezultat politike započete Riječkom i Zadarskom rezolucijom (1905). U njoj su djelovale: Hrvatska pučka napredna stranka, Hrvatska stranka prava i Srpska samostalna stranka. Nakon njezina osnutka pridružio joj se i Samostalni klub, koji su čini izvanstranački političari oko Supilove politike novoga kursa (F. Supilo, F. Potočnjak, grof M. Kulmer, V. Nikolić, M. Rojc, A. Badaj, grof Pejačević i dr.). Neko vrijeme su se u Koaliciji nalazile i Socijaldemokratska i Srpska radikalna stranka, ali su 1906. iz nje istupile.
Manifestom od 12. prosinca 1905. objavila je Koalicija svoje osnivanje i svoj program, koji je obuhvaćao političke, socijalne i ekonomske reforme, »uzajamnost« Hrvata i Srba te priznavanje Hrvatsko-ugarske nagodbe iz 1868.  Koalicija je na izborima u svibnju 1906. dobila većinu. Na temelju izbornih rezultata sastavila je vladu. Nova hrvatska politika Koalicije, u savezu s mađarskom oporbom, doživjela je doskora razočaranje, a malo zatim i slom, donošenjem tzv. Željezničarske pragmatike (jesen 1907.), kojoj je bio cilj uvođenje mađarskog jezika kao isključivog službenoga na željeznicama u Hrvatskoj. U pripremanju aneksije Bosne i Hercegovine Austro-Ugarskoj, Beč i Pešta skladno su radili da Koaliciju i njezine najviđenije vođe optuže kao veleizdajnike, nakon čega su uslijedili sudski progoni: veleizdajnički proces u Zagrebu i Friedjungov proces u Beču 1909. Za procesa je oklevetan i Frano Supilo, a nezaštićen od Koalicije, istupio je iz nje. S njim je Koalicija izgubila najsposobnijega hrvatskog političara, koji je problem Hrvatske stavljao u središte jugoslavenske politike u Austro-Ugarskoj Monarhiji, a vodstvo je prešlo u ruke Svetozar Svetozara Pribićevića, koji je taj problem podređivao svojoj koncepciji jugoslavenskog unitarizma.
Srpski političari oko Pribićevića izravno pristaju uz unitarističku politiku srbijanske vlade Nikole Pašića, zalažući se za ideju integralnoga jugoslavenstva i ulogu Srbije kao »jugoslavenskoga Pijemonta«. Iako je Koalicija pobijedila na saborskim izborima 1908., 1910. i 1913., ne uspijeva bitnije utjecati na političke odluke iz Beča i Pešte. U vrijeme krize oko aneksije BiH (1908) stalno prisutne razlike u motrištima hrvatskih i srpskih političara još se više produbljuju. U sukobu s banom Pavlom Rauchom (1908. – 1910.) Koalicija pristaje uz dualističku politiku ugarskoga ministra predsjednika Károlya Khuen-Héderváryja i provoditelja njegove politike u Hrvatskoj, bana Nikole Tomašića (1910. – 1912.). Daljnju politiku Koalicije obilježilo je nastojanje da se vrati na vlast i pomno praćenje razvoja međunarodne situacije. Tek uoči sloma Austro-Ugarske njezini su predstavnici ušli u Narodno vijeće SHS, 5. listopada 1918., čime je Koalicija prestala formalno postojati.

## Povijest

### Politika novoga kursa
Nositelji političkoga koncepta koji se nazvao politikom »novoga kursa« predviđali su da se hrvatsko pitanje rješava etapno, polazeći od postojećega državnopravnoga položaja Hrvatske. Zato su na prvome mjestu navodili zahtjev za sanaciju povreda Nagodbe i provođenje reformi u liberalnome duhu, radi demokratizacije političkoga života. Politika »novoga kursa« predviđala je proširenje hrvatske autonomije s ciljem osiguranja financijske samostalnosti, a nakon toga bi, u skladu s Hrvatsko-ugarskom nagodbom, došlo do sjedinjenja Hrvatske i Slavonije s Dalmacijom. Ta je politika sadržavala i zamisao o stvaranju južnoslavenske države, no ona nije ulazila u njezine primarne političke ciljeve.

### Hrvatsko-srpska koalicija
...trajni sporazum između naroda hrvatskog i ugarskog može postići najprije strogim i točnim vršenjem prava hrvatskih, sadržanih u postojećoj hrvatsko-ugarskoj nagodbi, te promjenom odnošaja što spadaju u područje posala, koji su danas zajednički s Ugarskom i zapadnom polom Monarhije na način, da hrvatskomu narodu bude obezbjeđen samostalni politički, kulturni, financijski i opće gospodarstveni opstanak i napredak

Politiku »novoga kursa« prihvatile su sve hrvatske i srpske oporbene grupacije osim frankovaca i Radićeve Hrvatske pučke seljačke stranke (HPSS). Na sastanku predstavnika hrvatskih oporbenih grupacija iz banske Hrvatske i Dalmacije održanome početkom listopada 1905. u Rijeci prihvaćena je Riječka rezolucija, kojom je izražena potpora borbi Mađarske koalicije za personalnu uniju. Desetak dana poslije, na sastanku održanome u Zadru, politiku »novoga kursa« prihvatile su i srpske oporbene grupacije, uvjetujući svoj pristanak priznanjem ravnopravnosti srpske narodnosti u Hrvatskoj. Na kraju su se politici »novoga kursa« priključili i dalmatinski Talijani. Potkraj 1905. zagovornicima politike »novoga kursa« u banskoj Hrvatskoj pošlo je za rukom stvoriti Hrvatsko-srpsku koaliciju (11. prosinca objavljen politički program), grupaciju stranaka koja je na izborima održanima u svibnju 1906. iznijela pobjedu. Potkraj srpnja, nakon mnogobrojnih teškoća, Hrvatsko-srpska koalicija preuzela je vlast. No u tome trenutku politika »novoga kursa« više nije imala nikakvih izgleda da se ostvari u praksi. Prije nego što je Koalicija preuzela vlast, Mađarska je koalicija postigla sporazum s krunom, odustavši, barem samo privremeno, od zahtjeva za personalnom unijom. Povratak na dualističku politiku odmah se odrazio na odnose između dviju koalicija, koji su od početka njihove suradnje bili prilično zategnuti.

### Slamanje politike novoga kursa
Mađarska je vlada tek u svibnju 1907. poduzela političku akciju (»željezničarska pragmatika« o uvođenju mađarskog jezika kao službenoga na hrvatskim prugama) kako bi srušila Hrvatsko-srpsku koaliciju s vlasti, što joj je na kraju i uspjelo. U međuvremenu, borbu protiv Hrvatsko-srpske koalicije vodili su frankovci, uz potporu velikoaustrijskoga kruga, koji se pokušavao učvrstiti u Hrvatskoj. Josip Frank i dio vodstva Starčevićeve stranke prava na čelu s Izidorom Kršnjavim (koji je iz mađaronskih redova prešao frankovcima) zagovarao je od 1906. ideju o »Velikoj Hrvatskoj u Velikoj Austriji«. Gotovo istodobno, akcijom vrhova Monarhije, uz potporu velikoaustrijskoga kruga, »novi kurs« slomljen je i u Dalmaciji. Slom politike »novoga kursa« ni u banskoj Hrvatskoj ni u Dalmaciji nije doveo do potpunoga prekida suradnje između hrvatske i srpske politike, premda je aneksija Bosne i Hercegovine 1908. bila golemo iskušenje za odnose između hrvatskog i srpskog dijela Koalicije i za suradnju između dalmatinske Hrvatske stranke i Srpske stranke. Hrvatsko-srpsku koaliciju napustila je Srpska radikalna stranka, no Srpska samostalna stranka ostala je njezinom članicom. U Dalmaciji su Hrvatska stranka i Srpska stranka nastavile povremenu suradnju, te su se 1909. obje izjasnile za sjedinjenje Dalmacije s Hrvatskom i Slavonijom.

### Veleizdajnički i Friedjungov proces
Već potkraj 1907. vrhovi Monarhije započeli su s pripremama za aneksiju Bosne i Hercegovine. S tim u svezi u banskoj Hrvatskoj je uveden režim bana Pavla Raucha, koji je nastojao na vlast dovesti mađarone, pripadnike nekadašnje Khuenove Narodne stranke, koja se nakon poraza na izborima 1906. sama raspustila. No, izbornu je pobjedu i taj put (1908.) odnijela Hrvatsko-srpska koalicija, koja je tijekom dvogodišnjega Rauchova režima bila izložena teškim pritiscima. No ni protusrpska kampanja, koju je Rauchov režim vodio prikazujući srpski dio Koalicije kao polugu velikosrpske politike u Hrvatskoj, ni tzv. veleizdajnički proces nisu uspjeli izazvati raspad Koalicije. Štoviše, potkraj 1909., nakon završetka Friedjungova procesa, vrh Monarhije teško se kompromitirao jer se pokazalo da su optužbe iznesene u javnosti protiv Frana Supila i Koalicije utemeljene na krivotvorenim dokumentima pristiglima iz Ministarstva vanjskih poslova.

### Sporazum s banom Tomašićem
Nakon Friedjungova procesa vrhovi Monarhije krenuli su u konačni obračun s mađarskim nacionalizmom radi rješavanja krize dualizma. U tom je kontekstu 1910. došlo do promjene režima u banskoj Hrvatskoj. Nastojeći smiriti situaciju u zemlji, Khuen-Héderváry, koji je 1903. postao mađarskim ministrom predsjednikom, uspostavio je u Hrvatskoj ustavno stanje. Banom je imenovan Nikola Tomašić, koji je postigao sporazum s Hrvatsko-srpskom koalicijom, u to doba još uvijek najjačom političkom snagom u banskoj Hrvatskoj. Izmorena borbom koju je bila prisiljena voditi za pseudoustavnoga Rauchova režima, Hrvatsko-srpska koalicija pristala je na sporazum s Tomašićem, odnosno s Khuenom-Héderváryjem. Kako bi došla u blizinu vlasti, morala je odustati od pokušaja vođenja energičnije nacionalne politike i pristati na politiku dualizma.
Zbog toga »pakta« Supilo je tada napustio Hrvatsko-srpsku koaliciju. No Tomašićev sporazum s Koalicijom ubrzo je propao zbog njegova pokušaja da ju razbije i stvori vlastitu stranku, pa je Sabor, u kojem je Hrvatsko-srpska koalicija imala većinu, raspušten. Budući da na izborima 1911. Tomašićeva režimska struja nije uspjela postići većinu, ban je dao ostavku, a za novoga je bana početkom 1912. imenovan Slavko Cuvaj, koji je odmah raspustio Sabor, premda se on uopće nije bio sastao. Raspuštanje Sabora i represivne mjere što ih je ban primjenjivao potaknule su prosvjede studenata i srednjoškolaca, koje su prerasle u opći štrajk srednjoškolske mladeži. U tim je uvjetima mađarski ministar predsjednik Khuen-Héderváry ukinuo ustavno stanje.

### Koalicija pri vlasti i Prvi svj. rat
Povjerenik Ivan Skerlecz, koji je na taj položaj imenovan polovicom 1913., imao je zadaću pripremiti ponovnu uspostavu ustavnoga stanja. S tim u svezi postigao je sporazum s Hrvatsko-srpskom koalicijom, koja je pod utjecajem Svetozara Pribićevića pristala da u Saboru neće pokretati sporna pitanja. Na izborima u prosincu 1913. Koalicija je uz pomoć vlade osvojila apsolutnu većinu, skršila svaki otpor opozicije i izglasala produljenje hrvatsko-ugarske financijske nagodbe. Pridržavajući se sporazuma postignutoga sa Skerleczom Hrvatsko-srpska koalicija održala se pri vlasti do polovice 1917., kada je nakon ostavke bana Skerlecza, s njegovim nasljednikom Antunom Mihalovichem, i formalno preuzela vlast.
U razdoblju nakon izbijanja I. svjetskoga rata u Hrvatskoj i u Slavoniji Sabor se povremeno sastajao, no proglašenje ratnoga stanja i pritisak vojnih vlasti i ondje su u mnogočemu ometali političko djelovanje oporbe, koju su činili milinovci (pravaši Mile Starčevića), frankovci i radićevci. Ni Hrvatsko-srpska koalicija nije bila pošteđena pritisaka. Budući da je Koalicija ostala dosljedna u svojoj pasivnoj politici i u svojoj potpori vladi, u Hrvatskoj i Slavoniji izbjegnuta je mogućnost uvođenja izvanrednoga stanja. Političke snage u zemlji nisu uspostavile suradnju s političarima u emigraciji, Antom Trumbićem i Franom Supilom, koji su u Londonu potkraj travnja 1915. osnovali Jugoslavenski odbor, predstavnici kojega su sa srbijanskom kralj. vladom potpisali Krfsku deklaraciju u srpnju 1917. i sudjelovali u donošenju Ženevske deklaracije u studenome 1918.

Zastupnici Jugoslavenskoga kluba, na temelju narodnog načela i hrvatskoga državnog prava, zahtijevaju ujedinjenje svih zemalja u Monarhiji, u kojima žive Slovenci, Hrvati i Srbi, u jedno samostalno, od svakoga gospodstva tuđih naroda slobodno i na demokratskoj podlozi osnovano državno tijelo, pod žezlom habsburško-lorenske dinastije, te izjavljuju da će se svom snagom zauzimati za ostvarenje zahtjeva svoga jednoga te istog naroda.

Politički život u Hrvatskoj i u Austro-Ugarskoj Monarhiji oživio je donekle u kasno proljeće 1917., u svezi sa sazivom austrijskoga parlamenta, odnosno u svezi sa Svibanjskom deklaracijom, koju su 30. svibnja objavili zastupnici iz Dalmacije, Istre i slovenskih zemalja u Carevinskome vijeću, okupljeni u Jugoslavenskome klubu. U njoj je istaknut zahtjev da se zemlje Monarhije u kojima žive Slovenci, Hrvati i Srbi ujedine na temelju nacionalnoga i hrvatskoga državnog prava u jednu samostalnu državu pod vlašću Habsburgovaca. Na taj su zahtjev prvi u Hrvatskoj pozitivno reagirali milinovci, pravaška skupina koja je od tada odlučno počela zagovarati program stvaranja jugoslavenske države. Polovicom travnja 1918. ideju o stvaranju zajedničke države južnih Slavena podupro je i Stjepan Radić, koji je do tada zastupao ideju o preuređenju Monarhije u duhu austroslavizma. Rješenju hrvatskoga pitanja u okviru južnoslavenske državne zajednice priključili su se potom i socijaldemokrati (Socijaldemokratska stranka Hrvatske i Slavonije).

Tražimo nezavisnost, sjedinjenje i slobodu u svojoj jedinstvenoj narodnoj državi u kojoj će plemenite osobine troimenog jedinstvenog naroda Slovenaca, Hrvata i Srba biti očuvane, te po želji sastavnih narodnih dijelova poštovani državotvorni kontinuiteti historičko političkih teritorija uz potpunu ravnopravnost plemena i konfesija.

Hrvatsko-srpska koalicija nije poduprla Deklaraciju. Svetozar Pribićević, koji je nakon proglašenja pomilovanja 1917. iznova preuzeo njezino vodstvo, protivio se ideji da bi buduća južnoslavenska država trebala biti neka vrsta širega političkog okvira, u kojem bi bila očuvana hrvatska državnost. Iako je Koalicija svojim negativnim stajalištem kočila proces »nacionalne koncentracije«, ona ga nije mogla spriječiti. U proljeće 1918., kao rezultat sastanka skupine političara održanoga u Zagrebu, objavljena je Zagrebačka rezolucija, koja se zauzimala za stvaranje zajedničke političke organizacije, kojoj bi zadaća bila stvaranje neovisne, demokratski uređene južnoslavenske države, zasnovane na priznanju »državnopravnih kontinuiteta historičko-političkih teritorija«. Tek u jesen 1918., nakon proboja Solunskog bojišta, u trenutku kada je Austro-Ugarska Monarhija bila pred slomom, Hrvatsko-srpska je koalicija pristala na osnivanje Narodnoga vijeća Slovenaca, Hrvata i Srba.
Kada su polovicom listopada 1918. SAD odbacio ideju o autonomiji južnih Slavena u Monarhiji, odlučeno je da se sazove Hrvatski sabor, koji je na svojem zasjedanju 29. prosinca 1918. jednoglasno prihvatio zaključak o prekidu svih državnopravnih veza s Ugarskom, odnosno s Habsburškom Monarhijom. Zaključak je sadržavao i izjavu da se Hrvatska, zajedno s Rijekom, proglašava posve samostalnom državom, koja pristupa Državi Slovenaca, Hrvata i Srba. Narodnomu vijeću Slovenaca, Hrvata i Srba, Sabor je priznao »ustavnu vlast«. Odluku o obliku vladavine i unutarnjem uređenju Države, Sabor je prepustio Ustavotvornoj skupštini. Antanta nije priznala novostvorenu Državu Slovenaca, Hrvata i Srba, a zbog otpora srpske vlade odbijali su priznati legitimnost Jugoslavenskom odboru. To je omogućilo talijanskoj vojsci da započne s okupacijom hrvatskih područja (južna te zapadna: Istru i Rijeku s okolicom) u skladu s Londonskim ugovorom iz 1915. Talijanska okupacija potaknula je dalmatinsku vladu da zatraži što brže ujedinjenje sa Srbijom. Zahtjev dalmatinske vlade, kao i nemiri[Koji i gdje?] koji su izbili na selu, primorali su Središnji odbor Narodnoga vijeća SHS na ubrzano donošenje odluke o ujedinjenju s kraljevinama Srbijom i Crnom Gorom, unatoč snažnomu protivljenju Stjepana Radića. Ujedinjenje je proglašeno 1. prosinca 1918., suprotno naputku Narodnoga vijeća i bez pristanka Hrvatskoga sabora. Nova je država nazvana Kraljevstvo Srba, Hrvata i Slovenaca (od lipnja 1921. Kraljevina Srba, Hrvata i Slovenaca).

## Karakteristike

### Program
»Novi kurs« bio je politika viših slojeva hrvatskoga i srpskoga građanstva u Hrvatskoj. Njezin je krajnji cilj bilo stvaranje samostalne južnoslavenske države, no sama je politika bila zamišljena kao etapna. Polazila je od »čistoće« Nagodbe iz 1868., koja bi potom prerasla u zahtjev za njezinom revizijom prema financijskoj samostalnosti banske Hrvatske, a nakon sjedinjenja banske Hrvatske i Dalmacije nizom političkih manevara u nekoliko bi se faza omogućilo stvaranje zajedničke države južnih Slavena. »Novi kurs« inzistirao je na dosljednom provođenju dvaju principa: srpsko-hrvatskoj suradnji i osloncu na Mađare i Talijane, što je potjecalo iz dubokog uvjerenja njegovih nosilaca da je za Hrvatsku i uopće za južne Slavene glavna opasnost njemački »prodor na istok«. Zato je Hrvatsko-srpska koalicija bila spremna pomagati mađarsku vladajuću klasu i njezinu borbu za personalnu uniju, pretpostavljajući pritom da će složni južni Slaveni u danom trenutku lako obračunati s Mađarima, oslabljenima bez austrijske potpore.
S druge strane, računala je da bi mađarska vlada, kao nagradu za potporu, mogla dopustiti da predstavnici domaće buržoazije dođu na vlast u Hrvatskoj i provedu određene ekonomske i socijalne reforme kojima bi se, prije svega, saniralo teško ekonomsko stanje. Zahvaljujući reformi Koalicija bi stekla potporu širih slojeva, nužnu za agresivniju nacionalnu politiku. Shvativši opasnost koncepcije »novoga kursa« po opstanak Monarhije, Beč i Pešta učinili su sve da Koaliciju, nakon početnih uspjeha (pobjeda na saborskim izborima 1906.) slome. U tome je posebnu ulogu imao Friedjungov proces, nakon kojega Frano Supilo, jedan od kreatora »novoga kursa«, napušta Koaliciju. U vrijeme I. svjetskoga rata Koalicija je iznova na vlasti, provodeći politiku koja je imala osigurati da se u Hrvatskoj spriječi uvođenje izvanrednog stanja.

### Kritika
Miroslav Krleža je vrlo oštar kritičar Hrvatsko-srpske koalicije i njezine politike. Za »novi kurs« Krleža drži da je u osnovi riječ o »četrdesetosmaškomartovskoj pretpostavci, koja se poslije u svojoj osnovnoj naivnosti pokazala potpuno krivom«, i to zato što nije uzela u obzir to da »u svoje provincijalizme zaronjeno srpstvo« zapravo nije bilo u stanju shvatiti borbu za državnu samostalnost Hrvatske. Stoga misli da je zapravo srpski dio Koalicije, posebno Svetozar Pribićević, inzistirao da iz nje izađe Supilo. Dodaje, međutim, da Supilo nije odgovarao ni hrvatskom dijelu, a razlog je tome po njegovu shvaćanju u Supilovoj dosljedno antiaustrijskoj i antidinastičkoj politici. Odlaskom Supila, piše Krleža, »Hrvatsko-srpska koalicija postala je konačno državotvornom u austro-madžarskome smislu« što je i dokazala u ratu, glasujući za ratne kredite.
Iako nema razumijevanja za njezina nastojanja, Krleža ipak priznaje da je uspjela spriječiti uvođenje komesarijata u Hrvatsku, u razdoblju od 1914. do 1918. U Krležinim interpretacijama političkog djelovanja Koalicije posebno mjesto ima oštra kritika držanja njezinih članova pri pokušaju da se Supilo kompromitira kao dvostruki agent. Osim odnosa prema Supilu, Krleža članstvu Koalicije predbacuje da su iz ratnoga kaosa uspjeli za sebe izvući znatnu ekonomsku korist, a da bi to što bolje prikrili, štitili su »čitav niz sitnih građanskih prava, što se manifestiralo u relativnoj slobodi štampe i sastajanja, koje se kasnije pretvorilo u često izazovno protuaustrijsko šurovanje«. Osim što joj zamjera njezinu u osnovi oportunističku, lojalnu politiku, za Krležu je Koalicija jedan od glavnih krivaca za način ujedinjenja 1918.

## Vanjske poveznice
- Ivan Bulić. Politika Hrvatsko-srpske koalicije uoči Prvoga svjetskog rata 1907.–1913.